# Hildoceratidae
Hildoceratidae Hyatt, 1867 è una famiglia di ammoniti (molluschi cefalopodi estinti) del Giurassico inferiore e del Giurassico medio che fa capo al genere Hildoceras. Il raggruppamento tassonomico compare nel Giurassico inferiore (piano Pliensbachiano) e scompare nel Giurassico medio (Baiociano). In questo raggruppamento (o in quello di ordine superiore Hildoceratoidea) sono talora inclusi Hammatoceratidae, Phymatoceratidae, Graphoceratidae e Sonninidae.  Comprende varie sottofamiglie: Protogrammoceratinae, Arieticeratinae, Harpoceratinae, Hildoceratinae, Leukadiellinae, Bouleiceratinae, Mercaticeratinae, Grammoceratinae e Tmetoceratinae. Sono importantissimi come fossili guida.

## Descrizione
Secondo la descrizione della morfologia conchigliare le "conchiglie sono generalmente planulate e involute, talora oxicone; spesso carenate con giri più alti che larghi. Le coste sono sinuose (falcoidi o falcate) oppure rectiradiate, però talora possono mancare. Sono presenti raramente tubercoli o spine. Mostrano dimorfismo sessuale (femmine più grandi dei maschi) e gli aptici sono, o con superficie plicata (Cornaptychus) o lisci (Laevicornaptychus). I peristomi sono caratterizzati da rostro ventrale e apofisi giugali". 
La linea di sutura (o meglio sutura settale) di questo raggruppamento è generalmente poco frastagliata con i lobi spaziati, non slargati alla terminazione, con qualche eccezione. Le selle non hanno lobi accessori grandi, eccetto il lobo A della sella esterna che può essere grande più di E. La formula lobale di base è, a partire dall'esterno: E (esterno o ventrale), L (laterale), U2 U3 (ombelicali esterni), U1 (ombelicale interno), J (interno). La formula si applica bene ai generi della sottofamiglia Hildoceratinae, ma in Harpoceras, Polyplectus e Leioceras si ha un maggior numero di lobi ombelicali in aggiunta agli altri, mentre in Mercaticeras manca il lobo U3.
È degna di nota per il lettore la differenza tra Hildoceratinae e Harpoceratinae, molto evidente quando si confrontano i due generi, Harpoceras e Hildoceras con esemplari (modelli interni ben conservati) provenienti dalla zona a Bifrons del Toarciano (Rosso Ammonitico) appenninico. Questa risiede, tra altri caratteri, nell'aspetto della carena ventrale, settata (o cava) negli Harpoceratinae e non settata negli Hildoceratinae.
La storia evolutiva di questo raggruppamento tassonomico è molto complessa, solo parzialmente conosciuta, influenzata da fenomeni iterativi; nel senso che alcuni caratteri si ripetono nel tempo geologico, come ad esempio l'aumento dell'avvolgimento e del ricoprimento della spira; ciò per realizzare conchiglie lenticolari idrodinamiche. Inoltre i dati mediterranei dimostrano che gli ammoniti della famiglia sono stati influenzati molto dalla crisi ambientale, per organismi marini bentonici, avvenuta alla base del Toarciano, dovuta a un OAE, Evento Anossico Oceanico. Hanno avuto distribuzione geografica mondiale.

## Fossili guida

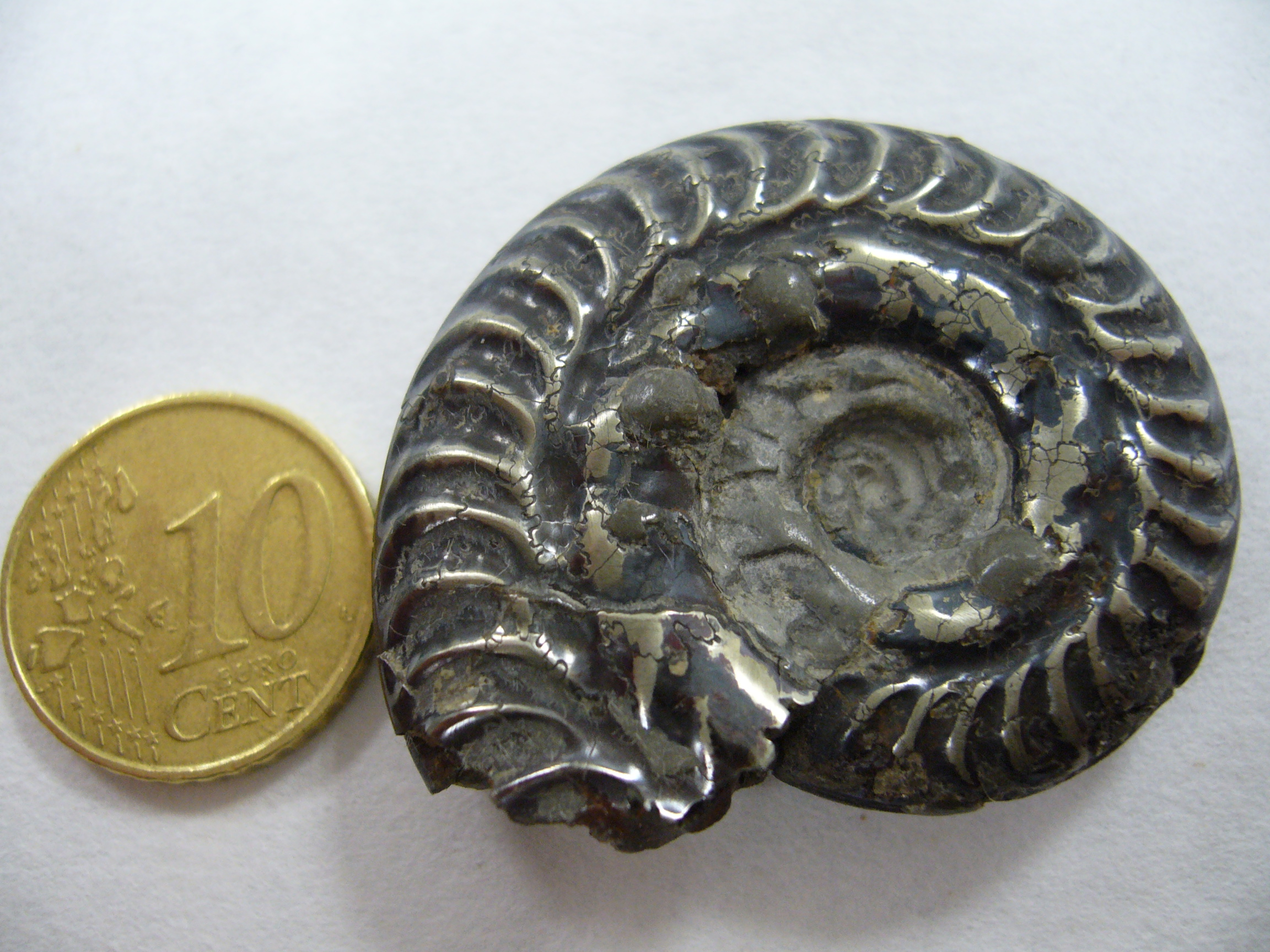
Hildoceras bifrons

Durante il periodo di tempo rappresentato dai piani Pliensbachiano-Toarciano- Aaleniano gli Hildoceratidae hanno fornito agli stratigrafi numerosi generi e specie, indicatori cronologici, su cui sono fondate le zone biostratigrafiche. Ci si riferisce particolarmente al dominio marino della Tetide occidentale, di cui fa parte l'Italia, e dove probabilmente gli Hildoceratidae si sono originati. Per il Pliensbachiano in Appennino i fossili guida indicatori zonali sono stati, in ordine di tempo: Protogrammoceras dilectum, Fuciniceras lavinianum, Arieticeras algovianum, Emaciaticeras emaciatum; per l'intervallo di transizione Pliensbachiano - Toarciano, Protogrammoceras bassanii; per il Toarciano, Hildaites striatus, Hildaites undicosta, Hildoceras bifrons, Merlaites gradatus; per l'Aaleniano, Leioceras opalinum, Ludwigia murchisonae, Graphoceras concavum. 
Le zone usate per la Tetide occidentale non lo sono per il mare europeo, dove il ruolo cronologico degli Hildoceratidae è sostituito, in parte, da altri ammoniti: Amaltheidae per il Pliensbachiano e Dactylioceratidae per il Toarciano (Howarth 1992). Per altro gli Hildoceratinae hanno avuto una distribuzione geografica molto vasta ma non mondiale, mancando ad es. nella Siberia orientale (Knyazev e al. 2003).

## Evoluzione e morfologia funzionale

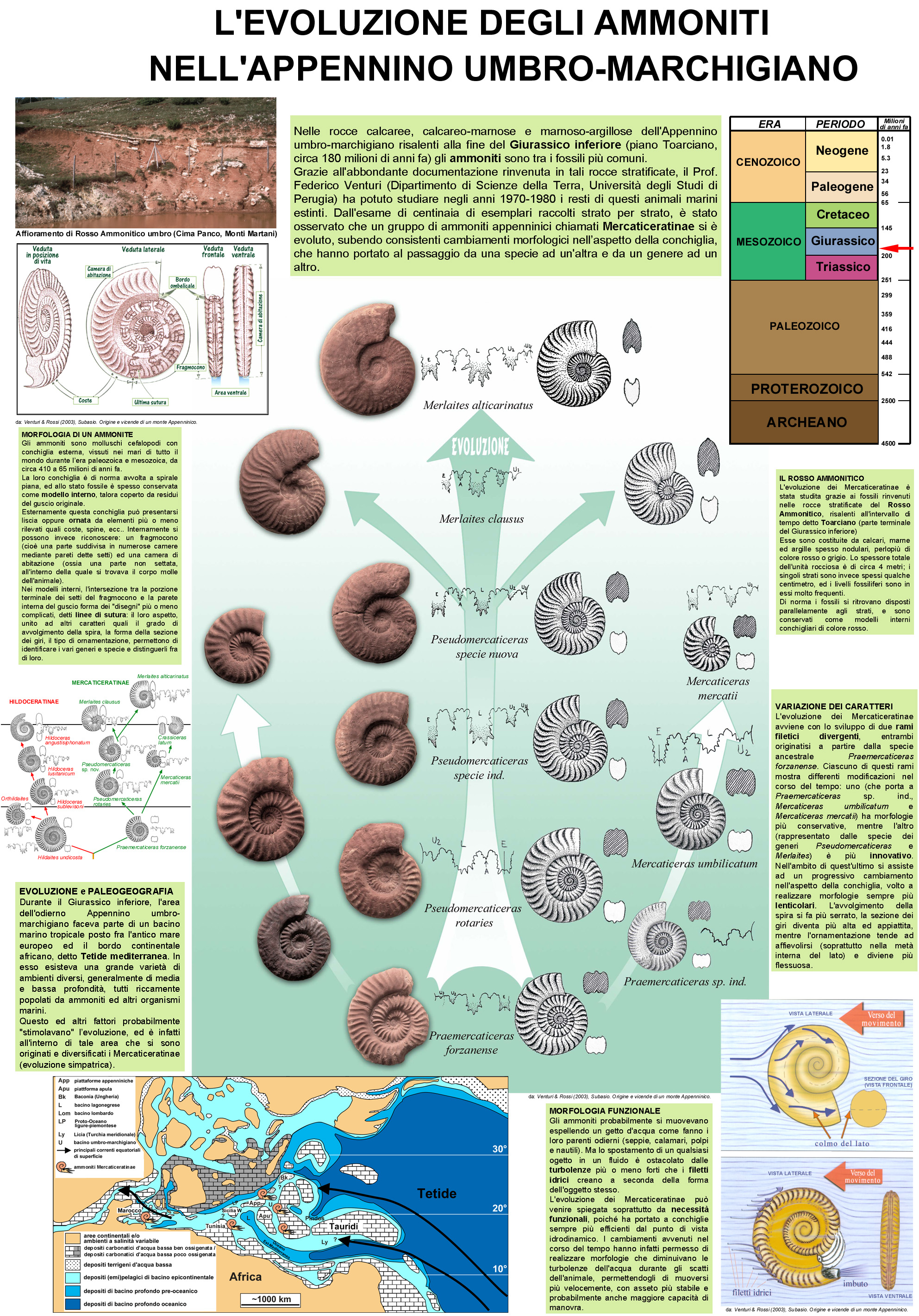
Evoluzione delle Mercaticeratinae nell'appennino Umbro Marchigiano

La loro importanza cronostratigrafica si deve al fatto che durante i circa 18-20 milioni di anni della loro esistenza gli Hildoceratidae hanno avuto evoluzione rapidissima, quasi esplosiva; stimolati a cambiare la conchiglia per una sempre maggiore idrodinamicità; tra i vari fattori ambientali generatori di pressione selettiva, gli attacchi dei predatori. 
Un ruolo fondamentale per l'evoluzione l'hanno avuto le coste, generalmente clavate, flessuose a forma di S o di falce; queste, insieme alla carena ventrale erano adattate a ridurre la vorticosità frenante dell'acqua e facilitare le manovre, quando gli animali effettuavano scatti all'indietro sotto minaccia. L'evoluzione ha costretto, in alcuni raggruppamenti, le conchiglie a diventare sempre più appiattite involute e discoidali e con coste sempre più fini, fitte e proiettate in avanti (morfologia funzionale); vari episodi iterativi hanno mostrato tempi lunghi per la realizzazione di conchiglie lenticolari fino ad un optimum e altrettante brusche estinzioni, quando i caratteri idrodinamici erano divenuti svantaggiosi. Lo provano ammoniti Hildoceratidae provenienti dal "Rosso Ammonitico" umbro-marchigiano risalente al Toarciano (sottofamiglie, Polyplectinae, Hildoceratinae e Mercaticeratinae). Questi sono stati indagati con materiale abbondante e con criterio stratigrafico per molti anni. 
L'evoluzione di tipo gradualistico (con molte forme di transizione tra generi e specie) ha mostrato la logica della co-variazione dei caratteri e la ramificazione evolutiva è risultata tra le più convincenti e conosciute; infatti si è trattato di un'evoluzione per speciazione simpatrica, all'interno della Tetide occidentale con passaggi anche tra sottofamiglie, molto rara nel panorama internazionale.